# Малогерманский путь объединения Германии
Малогерманский путь объединения Германии (нем. Kleindeutsche Lösung der Deutschen Frage) — одна из двух основных моделей решения германского вопроса, выработанных представителями германской политической мысли в период после завершения Наполеоновских войн.

Германский союз в 1820. Прусские территории — синие, австрийские — желтые, независимые страны Германского союза — серые. Красная линия показывает границы Союза; и Пруссия, и Австрия контролировали внесоюзные земли.

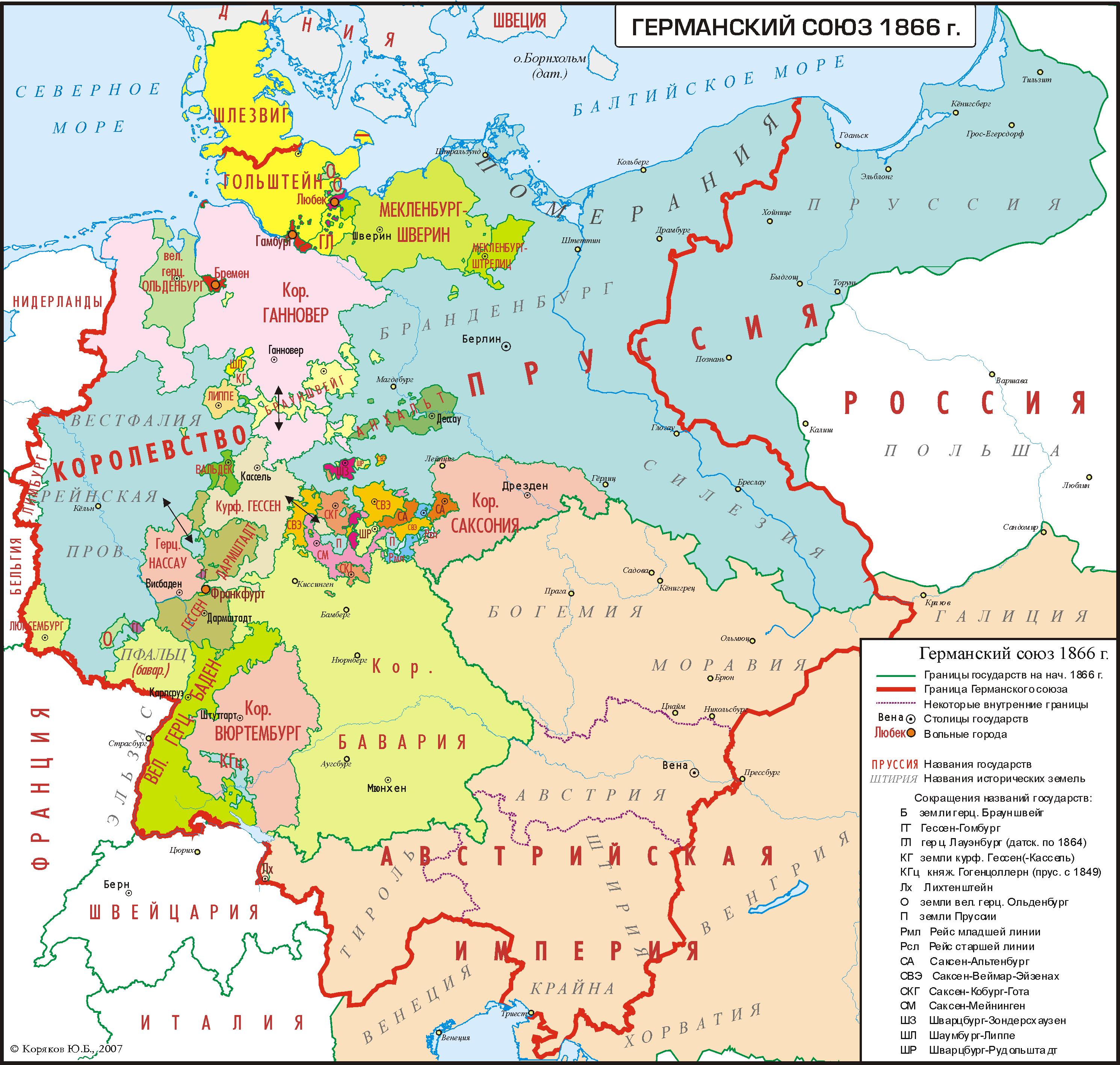
Германский союз до 1866

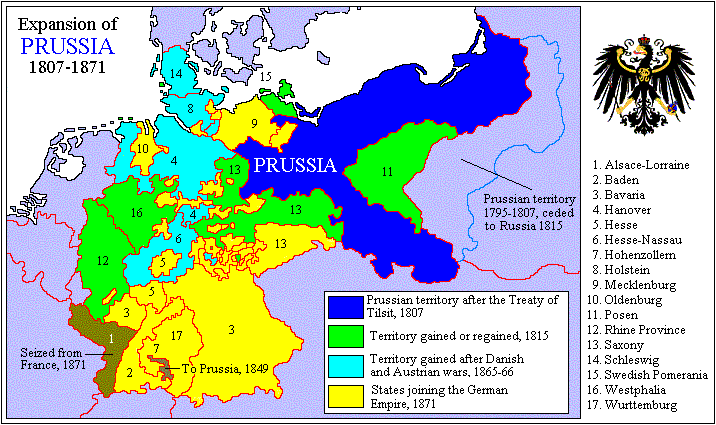
Прусская экспансия и Германская империя. Темно-синие территории контролировались в 1806; зеленые территории были присоединены в 1815; светло-синие территории были присоединены после Австро-Прусской войны 1866 года; желтые территории присоединены в 1871 после Франко-прусской войны.

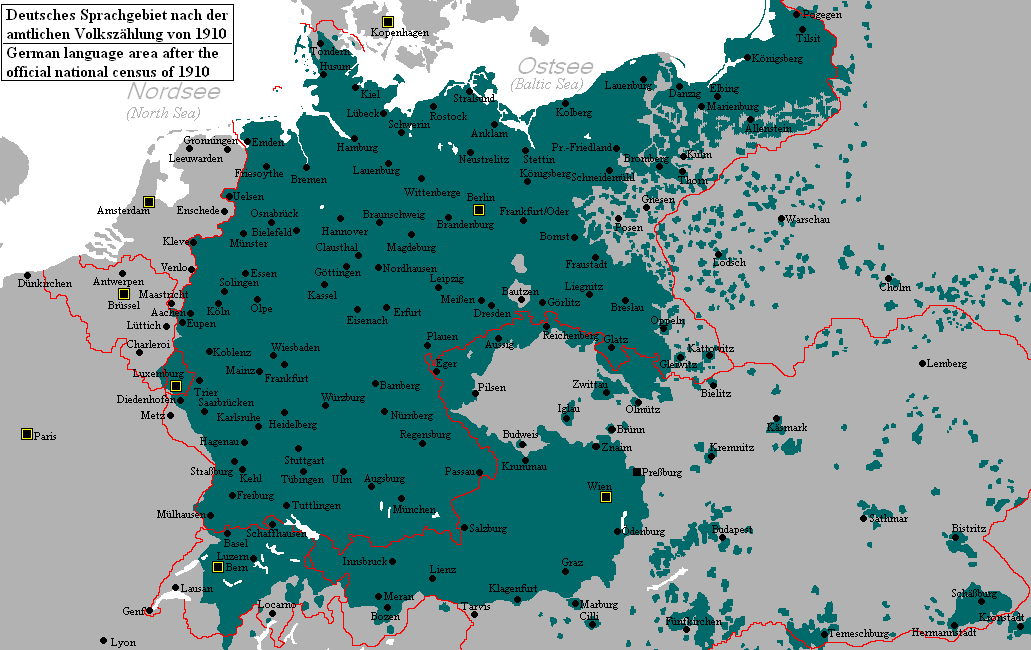
Распространение немецкого языка в 1910

Сторонники малогерманского пути полагали, что страны-участники Германского союза должны объединиться в единое германское государство под руководством короля Пруссии и без участия Австрийской империи. Малогерманскому пути был противопоставлен Великогерманский путь объединения Германии с включением немецкоговорящих территорий Австрийской империи, лидерство в новом государственном образовании при этом принадлежало бы императору Австрии. Малогерманский путь казался его сторонникам более привлекательным, чем объединение Германии под главенством Австрийской монархии, ввиду полиэтнического характера населения Австрии того времени, доля немцев в которой не достигала и четверти. Их также пугала преимущественно реакционная политика, проводимая австрийским правительством в период после Наполеоновских войн.
С началом Германской революции 1848—1849 годов малогерманский путь приобрёл популярность среди её лидеров. Варианты германского государственного строительства, основанные на малогерманской модели, активно обсуждались на Франкфуртском национальном собрании 1848 года. Наиболее ярким действием по практической реализации модели в период революции стало сделанное делегатами Собрания 5 апреля 1849 года предложение прусскому королю Фридриху Вильгельму IV короны германского императора, которое он, однако, в резкой форме отверг, как не соответствующее его статусу «короля Божией милостью».
С подавлением Германской революции 1848—1849 годов лидирующее положение Австрии в Германском союзе было восстановлено.
В 1862 году министром-президентом (премьер-министром) Пруссии становится Отто фон Бисмарк, вскоре приступающий к шагам по претворению малогерманского сценария объединения Германии в жизнь. Однако в отличие от своих «франкфуртских» предшественников в качестве основного средства для этого он видел военную мощь Пруссии (что нашло отражение в его знаменитой фразе, сказанной им в прусском ландтаге:  «Не высокопарными речами и голосованием большинства, но железом и кровью решаются великие вопросы современности» ).
Кульминации его политика в этом направлении достигла в 1866 году. Весной этого года обострились отношения Австрии и Пруссии в связи с вопросом о положении герцогств Шлезвиг и Гольштейн, отвоёванных Австрией и Пруссией у Дании в 1864 году и с тех пор находившихся в их совместном владении. Австрия представила этот вопрос на рассмотрение союзного совета Германского союза в расчете на то, что представители большинства германских государств поддержат её. В ответ на это 8 апреля Бисмарк выдвинул требование реформы Союза в сторону его дальнейшей централизации, а также исключения из него Австрии (а также Люксембурга, поскольку это герцогство в то время управлялось негерманским монархом — королём Нидерландов Виллемом III Оранским).
14 июня 1866 г. Бисмарк объявил Германский союз недействительным. Тремя днями позже вспыхнула война между Австрией и Пруссией, а также союзными этим двум державам германскими государствами.
Война продолжалась семь недель и закончилась поражением Австрии и её союзников. Германский союз окончательно распался, а большинство германских государств вошло в состав нового государственного образования, которое получило название «Северогерманский союз», отличавшегося большей степенью интегрированности и безусловным лидерством в ней Пруссии (прусский король официально провозглашен «президентом» союза, канцлером стал Бисмарк). Несмотря на то, что помимо Австрии в состав союза не вошло ещё несколько крупных южнонемецких, преимущественно католических государств к югу от реки Майн (Бавария, Баден, Вюртемберг и др.), полное объединение Германии именно по малогерманскому сценарию становилось делом времени.
Завершена была реализация этого сценария пятью годами позже, когда во франко-прусской войне, последней крупной европейской державе, активно противившейся объединению Германии — Французской империи Наполеона III было нанесено поражение. О создании нового государства, в состав которого вошли государства-члены Северогерманского союза и связанные с ним двусторонними договорами 4 южногерманских государства (Бавария, Баден, Вюртемберг и Гессен), было официально объявлено 18 января 1871 года в оккупированном германскими войсками Версале.
Германоязычные земли Австрийской империи (с 1867 года — Австро-Венгрия) остались вне объединенной Германии. После распада Австро-Венгерской империи в 1918 году из них была образована Австрийская республика, существующая и поныне. Не вошли в состав Германии и входившие ранее в Германский союз Люксембург и крошечное альпийское княжество Лихтенштейн, которые также сохраняют свою независимость до наших дней.
Несмотря на то, что великогерманская идея в той или иной форме (например, в форме пангерманизма) и в более поздние времена сохраняла сторонников, которыми предпринимались попытки её реализации (например, аншлюс Австрии Гитлером в 1938 году и её последующее 7-летнее пребывание в составе гитлеровской Германии) реализованным остается лишь малогерманский сценарий объединения Германии. При этом поражение Германии во Второй мировой войне покончило с главенством в ней Пруссии — в 1947 году это государство было ликвидировано решением союзных оккупационных властей в Германии. В настоящий момент по своему государственному устройству Германия представляет собой федерацию 16 земель, ни одна из которых не имеет практической возможности претендовать на главенствующее положение в государстве в целом.

## Галерея

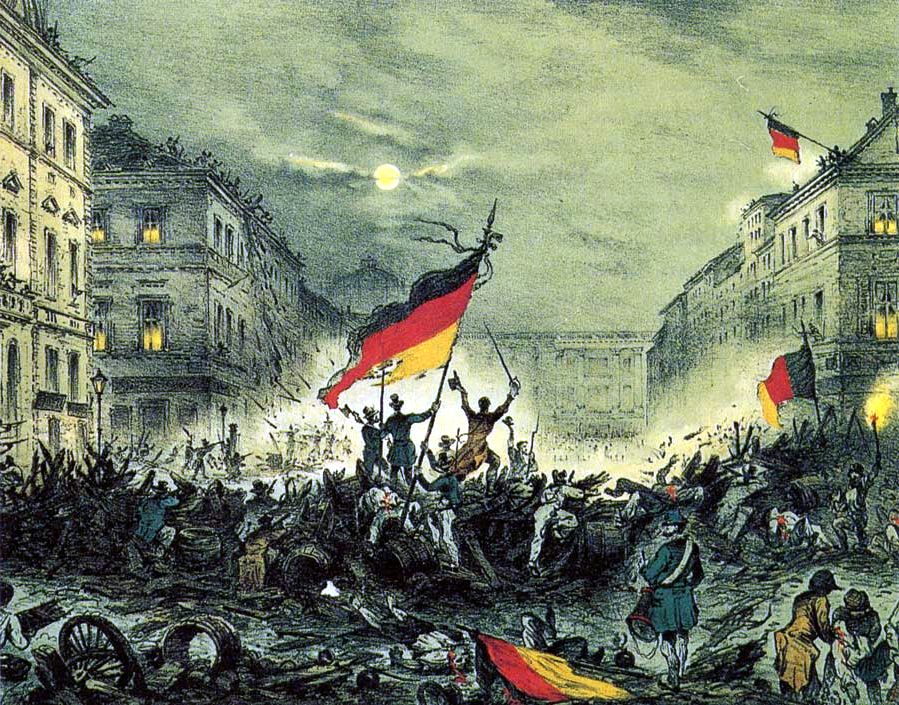
Торжество революционеров после уличных боев 19 марта 1848 в Берлине
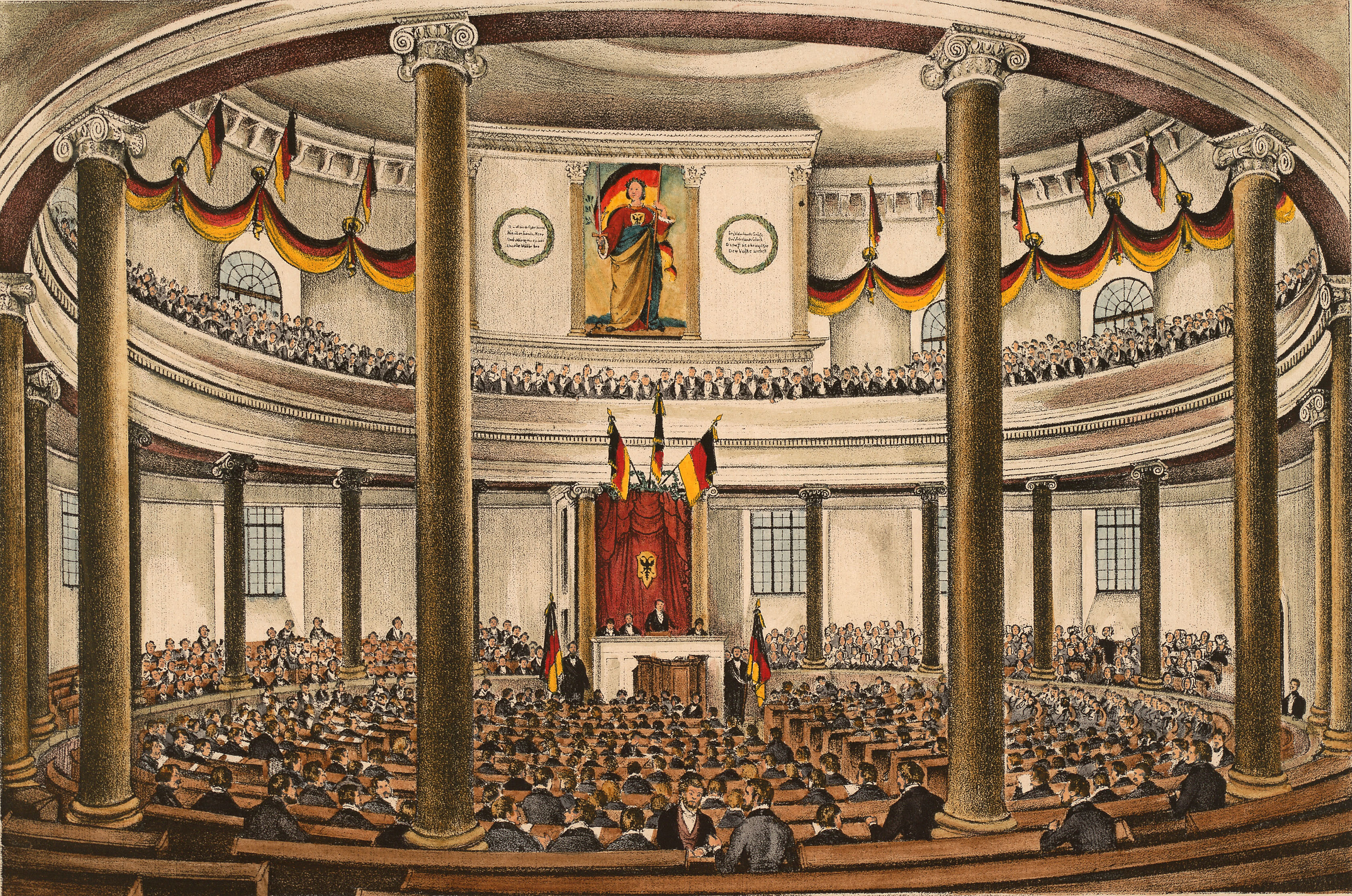
Первая немецкая национальная ассамблея в церкви Св. Павла, Франкфурт-на-Майне, 1848—1849